# Люблянская школа психоанализа
Любля́нская шко́ла психоана́лиза (словен. Ljubljanska psihoanalitska šola или Ljubljanska šola za psihoanalizo; также известная как Любля́нская лаканиа́нская шко́ла) — название постструктуралистской философской школы сложившейся вокруг Общества теоретического психоанализа в Любляне. Основатели — Славой Жижек, Растко Мочник и Младен Долар. Видными представителями школы являются Аленка Зупанчич, Миран Божович и Ева Баховец. Кроме того, в той или иной мере к школе примыкают философы Здравко Кобе, Радо Риха, Желика Риха, Петер Клепец и социолог Рената Салецл.

## История
Школа зародилась в 1970-е в среде молодых словенских студентов-марксистов Люблянского университета, ставших последователей французского философа и психоаналитика Жака Лакана, которые попытались соединить его взгляды с немецким идеализмом и марксизмом для последующего их использования при изучении культурных, социальных и политических феноменов. В отличие от своих старших коллег, принадлежавших к школе праксиса, новое поколение марксистов отказалось от гуманизма Маркса, предпочтя ему «антигуманизм» французского философа марксиста Луи Альтюссера (в меньшей степени, также воззрения Франкфуртской школы).
Основная цель представителей школы заключалась в том, чтобы переосмыслить наследие Карла Маркса и Георга Фридриха Вильгельма Гегеля, соединив идеи первого с немецким идеализмом, а у второго сосредоточив внимание на истолковании его философии истории в антиисторическом ключе, с особым упором на эпистемологию и диалектическую философию.
Огромное влияние на представителей школы оказал профессор философии Люблянского университета Божидар Дебеняк, благодаря которому молодые философы глубже узнали немецкую классическую философию, а Словения впервые познакомилась с идеями Франкфуртской школы.
Кроме научных и философских воззрений Лакана, Гегеля и Маркса школа впитала в себя идеи французского структурализма, и в частности Клода Леви-Стросса.
Новая школа в 1990-е годы получила международное признание в научном мире.

## Теоретическая работа
Люблянская школа психоанализа занимается теоретической разработкой в следующих областях:
- прочтение классической (особенно немецкий идеализм) и современной философии через призму философских и психологических концепций Жака Лакана
- дальнейшее развитие и осмысление лакановских теорий идеологии и власти (в равной мере коммунистического строя 1980-х и либерально-демократического 1990-х в Словении)
- лакановский анализ культуры и искусства с особо пристальным вниманием к кинематографу

## Институциональные связи
Первоначально школа складывалась вокруг альтернативного журнала Problemi, который в середине 1960-х годов был единственным печатным изданием в Словении, где открыто критиковался титоизм. Кроме того журнал выступал в качестве информационной площадки, где были представлены люди самых разных взглядов — литературные модернисты, гражданские националисты, консерваторы, либералы, социал-демократы, радикальные марксисты, франкфуртцы и лаканианцы. К началу 1980-х годов, напряжённость внутри редакции достигли высоты, вследствие чего наиболее консервативные и немарксистские участники направили петицию власти Социалистической Республики Словении, чтобы получить возможность создать свой собственный журнал. Их просьба была удовлетворена и в 1981 году был создан журнал Nova revija. С тех пор последователи школы превратили журнал Problemi в основную площадку для продвижения своих интеллектуальных находок. В 1985 году силами коллектива журнала была выпущена книжная серия Analecta в рамках которой были опубликованы более 60 монографий, в основном охватывающие переводы сочинений классических и современных философов (Бенедикт Спиноза, Дэвид Юм, Георг Фридрих Вильгельм Гегель, Иммануил Кант, Жак Деррида, Жан-Франсуа Лиотар и Ален Бадью), как и труды словенских философов.
В конце 1980-х годов было основано Общество теоретического психоанализа, ставшее институциональным ядром Люблянской школы психоанализа, бессменным председателем которого является Славой Жижек. Тем не менее, научная деятельность в основном происходят в рамках Люблянского университета и связанных с ним кафедр (например кафедра гуманитарных наук) и институтов (например Институт социологии) и Научно-исследовательского центра Словенской академии наук и искусств.